# Fußballmeisterschaften der Bundesstaaten von Brasilien
Fußballmeisterschaften der Bundesstaaten von Brasilien werden seit 1902 ausgetragen und von den Verbänden der einzelnen Staaten abgehalten. São Paulo war der erste Bundesstaat, der eine Meisterschaft abhielt. Der 1888 ins Leben gerufene und vom englischen Fußballpionier Charles William Miller in die Kunst des Fußballspiels eingeweihte São Paulo Athletic Club war der erste Titelträger. 1905 folgte die Meisterschaft von Bahia und im Jahr darauf hielt Rio de Janeiro seine erste Staatsmeisterschaft ab.
In späteren Jahren qualifizierten sich die führenden Mannschaften der Staatsmeisterschaften oft für überstaatliche Regionalturniere. Den höchsten Stellenwert hatte dabei das erstmals 1933 abgehaltene Torneio Rio-São Paulo, das in den späteren 1960er Jahren als Torneio Roberto Gomes Pedrosa zum quasi Vorläufer der heutigen nationalen Meisterschaft, dem Campeonato Brasileiro de Futebol, mutierte.
Heutzutage wird im brasilianischen Fußballkalender das erste Halbjahr jedes Jahres den Staatsmeisterschaften gewidmet, die trotz der mittlerweile etablierten nationalen Wettbewerbe, ihre eigenständige Bedeutung erhalten haben. Aus den erfolgreicheren Teilnehmern werden 54 der 64 Teilnehmer des brasilianischen Pokals, der Copa do Brasil ermittelt. Die Ergebnisse sind für nicht in den drei "echten" nationalen Ligen beteiligte Mannschaften auch entscheidend für die Qualifikation für die vierthöchste nationale Spielklasse, die Série D.
In den meisten Staaten spielen 8–12 Mannschaften in der ersten Liga der Staatsmeisterschaft. Man bemerke, dass ein Abstieg in der Staatsmeisterschaft keine Auswirkungen auf die Teilnahme in der nationalen Meisterschaft hat. Beispielsweise spielen in der Regel mehrere Teams aus der zweiten oder dritten Liga der Campeonato Paulista in eine der drei nationalen Ligen.
Rekordstaatsmeister ist mit 57 Titeln der ABC Natal aus Natal, der Hauptstadt des Staates Rio Grande do Norte, gefolgt vom Paysandu SC aus Pará und dem EC Bahia aus Bahia mit je 50 Erfolgen. ABC hält mit elf in Serie gewonnenen Meisterschaften einen weiteren Rekord.

## Staatsmeisterschaften
Die nachfolgende Tabelle zeigt die Fußballmeisterschaften der Bundesstaaten, das Jahr (J) deren erster Ausrichtungen sowie deren Rekordmeister und aktuellen Titelträger (2025) mit der Anzahl der bisherigen Titel (T).
| Region | Region       | Verband von                                       | J    | Rekordmeister           | T  | Meister 2025            | T  |
| ------ | ------------ | ------------------------------------------------- | ---- | ----------------------- | -- | ----------------------- | -- |
|        | Norte        | Acre 0Campeonato Acriano                          | 1919 | Rio Branco FC           | 49 | Independência FC        | 13 |
|        | Nordeste     | Alagoas 0Campeonato Alagoano                      | 1927 | CS Alagoano             | 40 | CR Brasil               | 35 |
|        | Norte        | Amapá 0Campeonato Amapaense                       | 1944 | EC Macapá               | 17 | Trem DC                 | 10 |
|        | Norte        | Amazonas 0Campeonato Amazonense                   | 1914 | Nacional FC             | 42 | Amazonas FC             | 2  |
|        | Nordeste     | Bahia 0Campeonato Baiano                          | 1905 | EC Bahia                | 51 | EC Bahia                | 51 |
|        | Nordeste     | Ceará 0Campeonato Cearense                        | 1915 | Ceará SC                | 47 | Ceará SC                | 47 |
|        | Centro-Oeste | Distrito Federal 0Campeonato Brasiliense          | 1959 | SE Gama                 | 14 | SE Gama                 | 14 |
|        | Sudeste      | Espírito Santo 0Campeonato Capixaba               | 1917 | Rio Branco AC           | 39 | Rio Branco AC           | 39 |
|        | Centro-Oeste | Goiás 0Campeonato Goiano                          | 1944 | Goiás EC                | 28 | Vila Nova FC            | 16 |
|        | Nordeste     | Maranhão 0Campeonato Maranhense                   | 1918 | Sampaio Corrêa FC       | 37 | Maranhão AC             | 17 |
|        | Centro-Oeste | Mato Grosso 0Campeonato Mato-Grossense            | 1943 | Mixto EC                | 24 | Primavera AC            | 1  |
|        | Centro-Oeste | Mato Grosso do Sul 0Campeonato Sul-Mato-Grossense | 1979 | Operário FC             | 14 | Operário FC             | 14 |
|        | Sudeste      | Minas Gerais 0Campeonato Mineiro                  | 1915 | Atlético Mineiro        | 50 | Atlético Mineiro        | 50 |
|        | Norte        | Pará 0Campeonato Paraense                         | 1908 | Paysandu SC             | 50 | Clube do Remo           | 48 |
|        | Nordeste     | Paraíba 0Campeonato Paraibano                     | 1908 | Botafogo FC             | 30 | Sousa EC                | 4  |
|        | Sul          | Paraná 0Campeonato Paranaense                     | 1915 | Coritiba FC             | 39 | Operário Ferroviário EC | 2  |
|        | Nordeste     | Pernambuco 0Campeonato Pernambucano               | 1915 | Sport Recife            | 45 | Sport Recife            | 45 |
|        | Nordeste     | Piauí 0Campeonato Piauiense                       | 1916 | Ríver AC                | 32 | Piauí EC                | 6  |
|        | Sudeste      | Rio de Janeiro 0Campeonato Carioca                | 1906 | CR Flamengo             | 39 | CR Flamengo             | 39 |
|        | Nordeste     | Rio Grande do Norte 0Campeonato Potiguar          | 1919 | ABC Natal               | 57 | América FC              | 39 |
|        | Sul          | Rio Grande do Sul 0Campeonato Gaúcho              | 1919 | SC Internacional        | 46 | SC Internacional        | 46 |
|        | Norte        | Rondônia 0Campeonato Rondoniense                  | 1945 | Ferroviário AC          | 17 | Porto Velho EC          | 5  |
|        | Norte        | Roraima 0Campeonato Roraimense                    | 1960 | Atlético Roraima        | 20 | Grêmio Atlético Sampaio | 2  |
|        | Sul          | Santa Catarina 0Campeonato Catarinense            | 1923 | Avaí FC                 | 19 | Avaí FC                 | 19 |
|        | Sudeste      | São Paulo 0Campeonato Paulista                    | 1902 | SC Corinthians Paulista | 31 | SC Corinthians Paulista | 31 |
|        | Nordeste     | Sergipe 0Campeonato Sergipano                     | 1918 | CS Sergipe              | 37 | AD Confiança            | 24 |
|        | Norte        | Tocantins 0Campeonato Tocantinense                | 1993 | Palmas FR               | 8  | União AC                | 3  |